# Mărtiniș (gmina)
Mărtiniș – gmina w Rumunii, w okręgu Harghita. Obejmuje miejscowości Aldea, Bădeni, Călugăreni, Chinușu, Comănești, Ghipeș, Locodeni, Mărtiniș, Orășeni, Petreni, Rareș i Sânpaul. W 2011 roku liczyła 2838 mieszkańców.